# Never Worn White
 (mars 2020).
Singles de Katy Perry
Harleys in Hawaii
(2019) Daisies
(2020)
Never Worn White est une chanson de l'artiste pop américaine Katy Perry, publié en mars 2020. Cette ballade évoque la question du mariage, faisant référence au futur mariage de l'artiste avec le comédien britannique Orlando Bloom.
S'éloignant du style de l'artiste, c'est dans le cadre de ce titre que la chanteuse annonce sa grossesse. L'annonce de la sortie du titre est fait via les réseaux sociaux, et c'est sur la plate-forme YouTube que le titre est présenté, accompagné d'un clip.
Avant la première diffusion sur la plate-forme de streaming vidéo, l'artiste a réalisé une vidéo en direct ou elle répond aux questions des internautes .